# 2022年美國電影學會獎
2022年美國電影學會獎（英語：American Film Institute Awards 2022）為表彰2022年年度最佳前10大電影與電視劇。2022年12月9日宣布得獎名單，於2023年1月13日在洛杉磯比佛利山四季酒店舉行頒獎典禮。
電影名單中，共有4部片（《法貝爾曼》、《不！》、《她有話要說》、《TÁR塔爾》）來自環球影業與旗下的焦點影業，其餘皆是不同片商所發行，且串流媒體所發行的電影此次無一入選。電視名單方面，FX、Apple TV+、HBO（不計HBO Max）各有2部作品入選，ABC憑藉《小學風雲》成為唯一入選的無線電視。

## 10大電影
- 《阿凡達：水之道》
- 《貓王艾維斯》
- 《媽的多重宇宙》
- 《法貝爾曼》
- 《不！》
- 《她有話要說（英语：She Said (film)）》
- 《TÁR塔爾》
- 《捍衛戰士：獨行俠》
- 《女王》
- 《女人們的談話》

### AFI特別獎
- 《伊尼舍林的女妖》

## 10大影集
- 《小學風雲（英语：Abbott Elementary）》
- 《大熊餐廳》
- 《絕命律師》
- 《天后與草莓》
- 《阿穆的生存之道（英语：Mo (TV series)）》
- 《柏青哥》
- 《原鄉之犬（英语：Reservation Dogs）》
- 《人生切割術》
- 《堪薩斯之歌（英语：Somebody Somewhere (TV series)）》
- 《白蓮花大飯店》

## 外部連結
- 官方网站（英文）